# Florian Schleburg
Florian Schleburg (* 1972 in Augsburg) ist ein deutscher Anglist und Linguist. Er ist Akademischer Oberrat am Lehrstuhl für englische Sprachwissenschaft der Universität Regensburg.
Schleburg forscht und lehrt auf dem Gebiet der historischen Sprachstufen Altenglisch und Mittelenglisch. Seine gemeinsam mit Wolfgang Obst verfassten Lehrbücher Lehrbuch des Altenglischen und Die Sprache Chaucers werden in vielen Universitätsseminaren zum Alt- und Mittelenglischen verwendet. Seit 2019 ist Schleburg Vorsitzender der Karl-May-Gesellschaft.

## Literarische Tätigkeit
Unter dem Pseudonym Siegfried Frieseke veröffentlichte Schleburg 2011 den Roman Glibber bis Gräzist (ISBN 978-3-943048-37-7). Das im Stil sehr bunte und stark intertextuell grundierte Buch erzählt vom Treffen dreier ungleicher Schulfreunde 15 Jahre nach dem Abitur und ihrem Abschied von der Jugend. In seiner dreiteiligen Struktur basiert es auf Dantes Divina Commedia; weitere erkennbare Einflüsse sind Karl May und Arno Schmidt.

## Wissenschaftliche Publikationen (Auswahl)
- mit Wolfgang Obst: Lieder aus König Alfreds Trostbuch. Die Stabreimverse der altenglischen Boethius-Übertragung. Übersetzt, herausgegeben und mit metrischer Bezeichnung versehen. Winter, Heidelberg 1998, ISBN 3-8253-0761-1
- mit Wolfgang Obst: Die Sprache Chaucers. Ein Lehrbuch des Mittelenglischen auf der Grundlage von „Troilus and Criseyde“. Winter, Heidelberg 1999, ²2010, ISBN 978-3-8253-5699-6
- Altenglisch swa. Syntax und Semantik einer polyfunktionalen Partikel. Winter, Heidelberg 2002, ISBN 3-8253-1432-4 (zugl.: Augsburg, Univ., Dissertation, 2002)
- mit Wolfgang Obst: Lehrbuch des Altenglischen. Winter, Heidelberg 2004, ISBN 3-8253-1594-0
- A very famous pleasure! Sprachwissen und Sprachwissenschaft bei Karl May. In: Jahrbuch der Karl May-Gesellschaft 2005, hrsg. von Claus Roxin, Helmut Schmiedt, Hartmut Vollmer, Reinhold Wolff und Hans Wollschläger. Hansa-Verlag, Husum 2005, S. 249–292.
- als Bearb. und Hrsg. mit Ruprecht Gammler: Karl Mays Werke. Abt. 3, Erzählungen für die Jugend. Bd. 6. Der Oelprinz. Erzählung. Karl-May-Verlag, Bamberg 2009, ISBN 978-3-7802-2049-3
- Der Kenner weiß … keineswegs … das versteht sich ganz von  selbst … Sprachliche Strategien der Welt- und Selbstmanipulation beim alten May. In: Jahrbuch der Karl-May-Gesellschaft 2013, hrsg. von Claus Roxin, Florian Schleburg, Helmut Schmiedt, Hartmut Vollmer und Johannes Zeilinger. Hansa-Verlag, Husum 2013, S. 153–197.
- als Bearb. und Hrsg. mit Karl-Eugen Spreng und Joachim Biermann: Karl Mays Werke. Abt. 4, Reiseerzählungen. Bd. 1. Durch die Wüste. Reiseerzählung. Karl-May-Verlag, Bamberg 2016, ISBN 978-3-7802-2051-6